# Єфимов Віталій Михайлович
Віталій Михайлович Єфимов (згідно частини джерел Єфімов, нар. 4 жовтня 1969) — радянський та український футболіст, що грав на позиції як захисника, так і півзахисника та нападника. Відомий за виступами в низці українських клубів різних ліг.

## Кар'єра футболіста
Віталій Єфимов розпочав виступи на футбольних полях у команді другої ліги СРСР «Кристал» з Херсона. У 1990 році став гравцем команди першої ліги СРСР «Таврія» з Сімферополя, проте зіграв у складі команди лише 6 матчів у чемпіонаті та 2 у Кубку СРСР, і під час сезону 1991 року перейшов до складу команди другої нижчої ліги «Океан» з Керчі.
У 1992 році Єфимов став гравцем команди першої ліги України «Металург» з Нікополя. У складі нікопольської команди у короткому сезоні 1992 року зайняв 2 місце в груповому турнірі першої ліги, проте до вищої ліги команда не зуміла вийти. Наступний сезон Єфимов провів у складі «Металурга», а на початку сезону 1993—1994 років, після зіграного у складі «Металурга» матчу Кубка України, стає гравцем команди перехідної ліги «Фрунзенець», у які грає до кінця 1993 року. На початку 1994 року Єфимов стає гравцем команди другої російської ліги «Самотлор-XXI» з Нижньовартовська. У кінці 1994 року Віталій Єфимов повернувся до України, та до початку 1995 року грав у футзальному клубі «ВОМВ-Газ» з Євпаторії.
У квітні 1995 року Віталій Єфимов стає гравцем команди другої української ліги «Явір» з Краснопілля, у складі якого став переможцем першості, після чого команда отримала путівку до першої ліги. Єфимов грав у складі краснопільської команди до кінця 1995 року. На початку 1996 року футболіст знову грав у складі російського «Самотлор-XXI», після чого повернувся до України, де до 2012 року грав у низці аматорських команд Криму.